# 보스턴 시청사

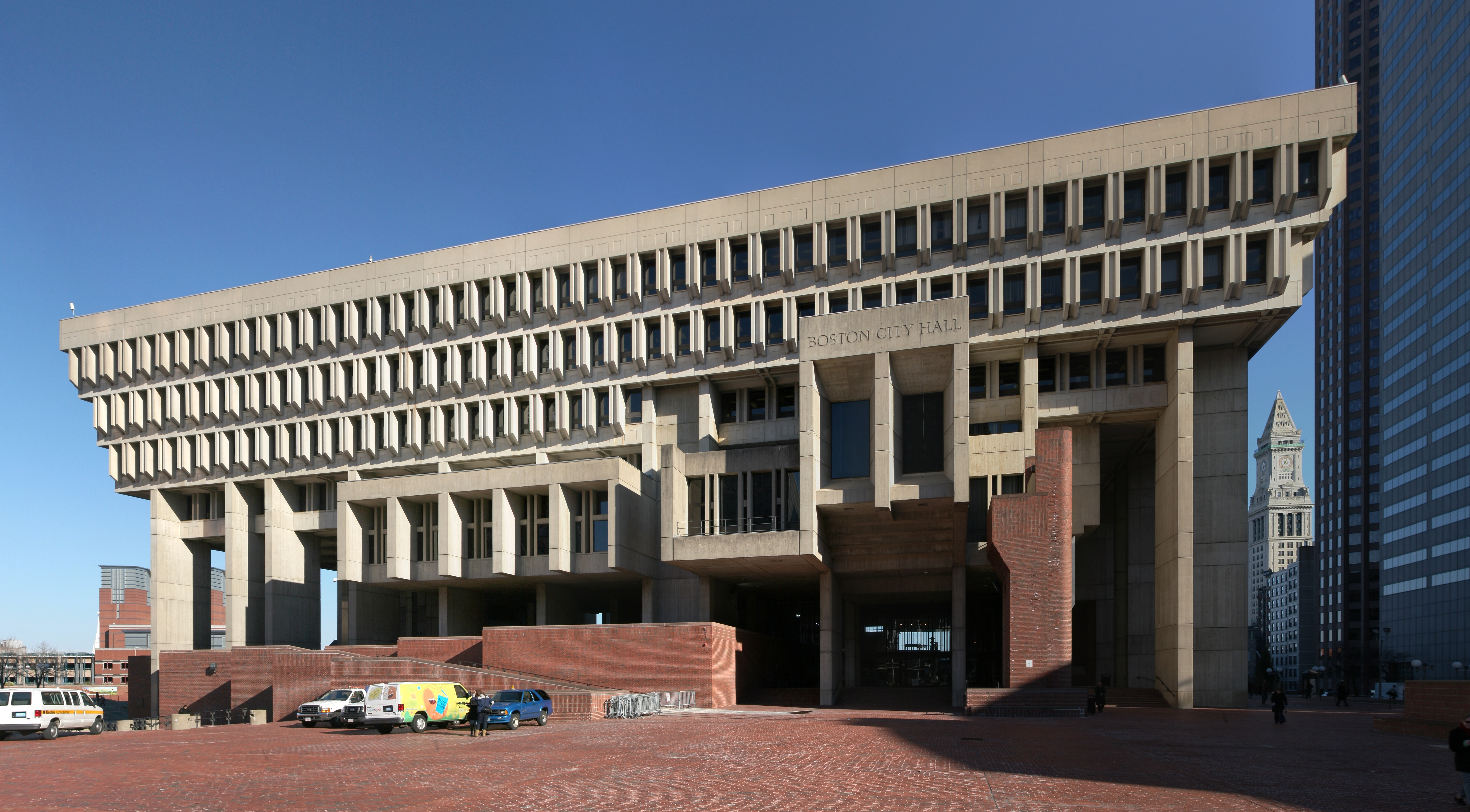
보스턴 시청사

보스턴 시청사(Boston City Hall)는 보스턴의 시청 건물로, 거번먼트센터에 위치한다.